# Sputnikvirus
El virófago Sputnik (de "virus" y del griego φάγειν phagein "comer") es un virófago que está asignado al género Sputnikvirus y que es funcionalmente similar al bacteriófago. Se trata de un virus satélite icosaédrico con un tamaño de 50 nanómetros. Se ha comprobado que es capaz de multiplicarse en el interior de un Mimivirus, aunque las condiciones necesarias para esto son bastante inusuales. Este agente subvírico es incapaz de multiplicarse por sí mismo, pero cuando la célula hospedadora es infectada, Sputnik aprovecha las proteínas víricas para replicarse. Sputnik tiene un genoma constituido por una molécula de ADN de doble cadena y circular, la cual contiene genes que le capacitan para infectar a los tres dominios conocidos en la actualidad: Eukarya, Archaea y Bacteria.
Se aisló por primera vez en una torre de refrigeración en París en 2008. Se creyó inicialmente que se trataba de una partícula subvírica, concretamente, un virus satélite. Sin embargo, esta denominación (seguida en este artículo) parece ser incorrecta puesto que Sputnik parece no ser un simple satélite, sino un parásito legítimo de su huésped. Cuando se halla presente, interfiere en la infectividad del mamavirus hospedador sobre las amebas: parece ocasionar la formación de viriones del mamavirus defectuosos, algo infrecuente en satélites tradicionales. Esta propiedad sin precedentes y otras características sobre su estilo de vida han llevado a proponer un nuevo grupo y un nuevo nombre, virófago, para virus que parasitan virus gigantes. En la concurrida empresa de los virus gigantes, las noticias aparecen sin cesar y tanto los virófagos como los virus gigantes se encuentran inmersos en un mar de confusión por lo que no se puede asegurar nada por ahora. 
Se puede asociar al mamavirus, que presumiblemente está relacionado con el mimivirus de Acanthamoeba polyphaga (MVAP). El mimivirus es un gigante en el mundo de los virus; posee más genes que muchas bacterias y realiza funciones que normalmente son exclusivas de organismos celulares. El tamaño de mamavirus es incluso mayor que el de mimivirus, pero ambos son similares en el sentido de que conforman grances factorías víricas. El crecimiento del virófago es deletéreo para el MVAP y lleva a la aparición de formas abortivas y cápsidas aberrantes. En uno de los experimentos en los que se inoculó una cepa silvestre de MVAP a A.polyphaga, se observó que varias capas de cápsidas se acumulaban asimétricamente en un lado de la partícula vírica haciendo que el virus fuera inefectivo. Sputnik rebajó la virulencia de las partículas víricas infectivas en un 70% y redujo además la lisis de la ameba en un factor de 3 a las 24 horas.
De los 21 genes codificantes que presenta, tres derivan aparentemente del propio MVAP, uno es homólogo de uno perteneciente a un virus archaea, y otros cuatro son homólogos de proteínas de bacteriófagos y virus eucarióticos. Trece son genes huérfanos, es decir, no se han encontrado homólogos en las bases de datos de secuencias existentes. Sputnik posee un alto contenido en A + T (73%), similar al de MVAP.
Como ya se ha dicho, Sputnik comparte genes con mimivirus. Estos genes podrían haber sido adquiridos por Sputnik tras la asociación de MVAP con el hospedador y la posterior interacción entre el virófago y el hospedador. La recombinación mediante la maquinaria vírica podría haber dado lugar a un intercambio de genes.
La presencia de dichos genes homólogos a los de mimivirus sugiere que la transferencia de genes entre Sputnik y mimivirus puede ocurrir durante la infección de Acanthamoeba. De esta manera, existen hipótesis que afirman que el virófago podría actuar como mediador en la transferencia lateral de genes entre virus gigantes, los cuales constituyen un parte significativa de la población de virus de ADN en los entornos marinos. Además, la presencia de tres genes de MVAP en Sputnik implica que la transferencia genética entre un virófago y un virus gigante es crucial para la evolución vírica.